# Dacrycarpus imbricatus
Dacrycarpus imbricatus — вид хвойних рослин родини подокарпових.

## Опис
Дерева до 50 м у висоту і 50–70(200) см діаметром, з прямими чистим стовбуром до 20 м і часто куполоподібної кроною. Гілки широкі, нижні часто повислі. Кора червоно-коричнева і зморшкувата. Внутрішня кора помаранчева, з коричневою смолою. Листя неповнолітніх дворядне, близьке до лінійного (6)10–17 мм довжиною 1.2–2.2 мм шириною, поступово втрачає дворядний звичку, як дерево дозріває. Листки на старих дерев зрештою стають головним чином лускоподібними, 1–3 на 0,4–0,6 мм. Чоловічі шишки пахвові, 1 см в довжину. Жіночі шишки поодинокі або згруповані по 2 на кінчику гілочки, але тільки одна родюча, коли стигла червона Насіння яйцювате, 0,5–0,6 см, глянцеве, червоне при дозріванні.

## Поширення, екологія
Країни поширення: Камбоджа; Китай (Гуансі, Хайнань, Юньнань); Фіджі; Індонезія (Ява, Малі Зондські о-ви, Папуа, Сулавесі, Суматра), Лаос; Малайзія; Папуа Нова Гвінея (архіпелаг Бісмарка); Філіппіни; Таїланд; Вануату; В'єтнам. Зустрічається у первинних і вторинних від низько- до середньогірських дощових лісах на висотах від 200 до приблизно 3000 м над рівнем моря, хоча найчастіше між 500 і 2000 м над рівнем моря. Часто панівне або співпанівне дерево.

## Використання
Цінна деревина використовуваної для будівництво будинків, меблів і ряду інших продуктів.

## Загрози та охорона
У більшості районах свого великому ареалу, цей вид високо цінується за м'яку, податливу деревину. Перетворення лісів для плантацій олійної пальми та інших сільськогосподарських культур також є проблемою в деяких районах. Вид відомий із захищених областей у всьому діапазоні поширення. У Китаї та В'єтнамі цей вид був внесений до списку вразливих на національному рівні.